# Bertrand-Rambaud de Simiane
Bertrand-Rambaud de Simiane, baron de Gordes et de Caseneuve, né le 18 octobre 1513 en Dauphiné et mort le 20 février 1578 à Montélimar, est un lieutenant général du Dauphiné qui prit part aux guerres de religion.

## Biographie

### Jeunesse et famille
Issu de la famille de Simiane, Bertrand-Rambaud V de Simiane nait le 18 octobre 1513. Il est le fils aîné de Bertrand-Rambaud IV de Simiane, baron de Gordes et Caseneuve, et de Perrote de Pontevès, fille de jean de Pontevès, seigneur de Cabanes et de Sibile de Castellane. Son père, épousa ladite Sibile de Castellane, par le même contrat que Guirand de Simiane le 27 novembre 1509, ainsi le père et le fils épousèrent la mère et la fille. Ensemble, ses parents auront 18 enfants, à savoir onze garçons et sept filles.
Très jeune, il est confié à Bayard, avec qui il fait ses premières armes en combattant dans les guerres d'Italie. Sous la houlette de Bayard, à l'âge de 7 ans seulement, il se rend au siège de Mézières (1521) assiégé par les troupes allemandes de Charles Quint. Lorsqu'en 1524 Bayard est tué, Anne de Montmorency (1493-1567) supervise son enseignement en matière militaire. Au cours des années suivantes, il accompagne Montmorency dans ses campagnes.

### Règne d'Henri II
En 1547, Montmorency envoie Gordes pour recevoir Vielleville à son retour d'une mission d'ambassade, l'accompagnant avec de nombreux seigneurs à Paris.

#### Guerres d'Italie
Bertrand-Rambaud de Simiane prend  de l'importance pendant les dernières guerres d'Italie menées par Henri II. Avec la reprise des guerres d'Italie en 1551, Brissac le charge de s'emparer du château de Queiras. Après avoir tenté d'assaillir la garnison, il est repoussé. Il se distingue durant les guerres de Piémont en 1552 sous le maréchal de Brissac, commandant une compagnie de gendarmes et devenant gouverneur de Mondovì, poste qu'il occupe jusqu'en 1556 et où il parvient à repousser plusieurs attaques. En mars, il s'empare de la commune de Marsaglia et repousse une tentative de la reprendre, reprend le château de la Bastide aux impériaux. Après cette campagne, il retourne en France, plus tard dans l'année 1552.
Il combat lors du Siège de Metz (1552) avant de retourner à son poste de gouverneur de Mondovì. En 1554, il capture quelques villes voisines aux côtés de Bonnivet, se trouvant à presque tous les combats de cette période.

#### Bataille de Saint-Quentin
En 1556, il obtient la direction d'une compagnie d'hommes d'armes, mais la même année, il perd son poste de gouverneur de Mondovì. Après le désastre de la bataille de Saint-Quentin (1557), Gordes fait partie de ceux sous l'autorité de François de Coligny d'Andelot qui ont renforcé la garnison de Gaspard II de Coligny dans la ville, et à ce titre fait l'objet d'un siège de l'armée impériale. Blessé lors de l'assaut qui vainc les fortifications, il est laissé pour mort par les Espagnols.
En 1559, il est envoyé de Paris pour s'informer de la situation financière de l'armée de Brissac qui maraude dans la campagne piémontaise. Il exhorte les troupes à être patientes, les assurant que les fonds arrivent, mais ne peut offrir guère plus qu'un soutien moral.

### Règne de Charles IX

#### Promotion
Le roi Charles IX qui a succédé à son frère au règne éphémère en décembre 1560, décerne à Gordes le collier de l'ordre de Saint-Michel en 1561, suivi d'une nouvelle promotion au rang de gentilhomme de la chambre du roi et de conseiller du conseil privé. L'année suivante, il est envoyé à Arles pour calmer les notables de la ville après les troubles de l'année précédente.
En 1564, il est chargé de remplacer Laurent de Maugiron, récemment disgracié, qui a trop favorisé les militants catholiques comme lieutenant général pour le maintien de l'ordre dans la province du Dauphiné. Du fait que le gouverneur du Dauphiné soit le prince absent La Roche-sur-Yon et à sa mort Louis III de Montpensier, cela signifie que Gordes est le gouverneur par intérim du territoire ainsi que son lieutenant général.
Bien plus modéré religieusement que Maugiron, il cherche à gouverner la région controversée sur le plan religieux par le biais de plus de compromis. Il commence son administration en rétablissant le culte catholique dans plusieurs villes où il a été supprimé pendant la première guerre de religion avant d'entrer à Grenoble au début de 1565.

#### Moulins
Gordes fait partie des notables qui assistent le roi à Moulins en 1566 lorsque celui-ci supervise la réconciliation forcée de la maison de Guise et de la maison de Montmorency tout en publiant un décret de réforme judiciaire. La longue paix ne dure pas et les soulèvements protestants consomment le Dauphiné, de nombreuses villes dont Gordes a supervisé la maîtrise se révoltent à nouveau, y compris Valence. Gordes fait une tournée de la province, essayant de dissuader les villes de se soulever, voyageant à travers le Haut-Dauphiné, réussissant à ramener son autorité dans de nombreuses petites villes. Il sait charmer les principaux chefs militaires protestants de la région, Montbrun et Lesdiguières.
Les dirigeants catholiques de Grenoble sont frustrés par le ton généreux qu'il adopte avec les protestants et se plaignent à la cour de ses « préjugés protestants ». Maugiron, qui reste irrité du fait que sa direction du Dauphiné a été usurpée par Gordes, rejoint cette délégation qui échoue. Jacques, duc de Nemours défend la direction de Gordes à la cour.
Le 24 septembre 1567, quelques jours avant que la noblesse protestante ne tente un coup d'État lors de la Surprise de Meaux dans le but de s'emparer du roi et de tuer Lorraine, Catherine de Médicis écrit à Gordes, l'exhortant à faire en sorte que la paix soit maintenue en Dauphiné. Avec le déclenchement officiel de la guerre civile, Mouvans s'empare de Vienne et saccage la ville. Gordes s'y précipite et force Mouvans à se retirer. Gap, Romans et Valence tombent tour à tour aux rebelles protestants.

#### Seconde guerre de religion (1567-1568)
Lorsque la guerre civile reprend en 1567, Gordes réussit au départ, mais les forces combinées des nobles protestants de la région le forcent à se retirer à Lyon : il lève une armée pour combattre les rebelles, laissant de Chissay à Grenoble pour défendre l'une des rares grandes villes qu'il détient encore. Le duc de Nemours, qui a levé des troupes dans le Piémont, entre dans la région, et les deux joignent leurs forces ; après avoir fourni une nouvelle garnison forte à Vienne, ils marchent sur Saint-Marcellin. Cardé, un lieutenant de Montbrun se précipite à l'aide des villes et deux batailles peu concluantes ont eu lieu en novembre. Les forces de Cardé se réfugient dans la ville. Gordes prévoit de l'assiéger, mais avant que cela ne se produise, Mouvans et d'Acier viennent en aide à Cardé. Gordes est obligé de mener une retraite, assiégé et harcelé sur son chemin, jusqu'à ce qu'il se sente enfin confiant dans sa force et se dresse près de Lyon.
Les forces protestantes se désengagent alors de la poursuite et partent vers d'autres objectifs. De retour en Dauphiné, avec l'appui du baron des Adrets converti au catholicisme, Bordes met le siège devant le seigneur de Pipet. Pipet peut résister à un assaut des forces combinées, mais se retire avant qu'une deuxième tentative n'ait lieu ; la plupart de ses partisans partent avec lui. Portant son attention sur Cardé, il s'empare de Saint-Marcellin et de Moras. La paix est déclarée avant qu'il ne puisse obtenir un succès notable : avant que la campagne ne puisse se poursuivre, la nouvelle parvient que la paix a été proclamée entre Condé, qui assiégeait Chartres, et la couronne, mettant fin aux hostilités.
Les Romanais résistent au rétablissement d'une garnison dans le cadre de la paix, effrayés à l'idée de laisser entrer Adrets dans leurs murs ; Gordes arrive et convainc la ville de prendre un gouverneur royal.
Jacques Auguste de Thou écrit qu’en 1567, Gordes soutient auprès de Sisteron, avec Laurent de Maugiron, l’armée de René de Savoie et qu’en 1568, il s’oppose sur les frontières d’Auvergne aux troupes du prince de Condé et que, la même année, il entre dans Montélimar, pour empêcher aux troupes ennemies le passage du Rhône.

#### Troisième guerre de religion (1568-1570)
Au début de la troisième guerre de religion, Joyeuse collabore avec Gordes pour tenter d'empêcher les forces protestantes de l'est du Rhône de rejoindre la principale force protestante du sud du Languedoc. Ils échouent dans cette tentative, les rebelles ayant rassemblé une grande armée. Gordes remplace Adrets comme colonel général de l'infanterie du Dauphiné et l'envoie rejoindre Anjou, le futur Henri III, qui commande la principale armée royale. En 1569, le commandement de Gordes sur le Dauphiné est dilué, il reçoit instruction de donner à Maugiron une partie du territoire pour qu’il agisse en qualité de lieutenant général. Ce transfert n'a cependant pas  lieu.
Gordes échoue également lorsqu'il tente d'empêcher Montbrun de rentrer sur le territoire. Montbrun et Lesdigiuères, qui a combattu avec la principale force protestante et dont les troupes ont été réduites à la bataille de Moncontour, tentent de rentrer dans le Dauphiné. Gordes amène des troupes à leur rencontre alors qu'ils traversent le Rhône. La bataille se passe mal pour Gordes qui est contraint de battre en retraite, bien que Montbrun ne le suive pas immédiatement. A ce moment, Coligny, qui est dans sa marche fulgurante vers le nord, traverse le Dauphiné ; Gordes n'ose pas livrer bataille, mais Coligny n'est pas intéressé à conquérir la région, désirant se déplacer vers le nord en direction de Paris. Gordes se contente de harceler l'arrière-garde de Coligny en partant.

#### Paix de Saint-Germain
En juillet 1570, la paix est enfin établie entre la couronne et les rebelles protestants. La paix de Saint-Germain-en-Laye offre les dispositions les plus étendues à la communauté protestante de France depuis l'édit de janvier 1562. Gordes est frustré que l'édit ait été promulgué si rapidement, arguant qu'il devait être retardé jusqu'à ce qu'il puisse s'assurer que les protestants du Dauphiné étaient désarmés et avaient été expulsés des villes dont ils s'étaient emparés.

#### Massacre de la Saint-Barthélemy
En 1572, alors que le massacre de la Saint-Barthélemy se propage dans les provinces, Gordes résiste au désir des catholiques radicaux d'étendre le massacre sur son territoire, attendant des éclaircissements du roi sur ses intentions politiques. Un petit nombre de protestants sont cependant tués dans la ville de Romans.

### Règne d'Henri III
À la suite des massacres, la guerre civile reprend à nouveau, La Rochelle refusant l'accès à son gouverneur royal de peur que son arrivée ne soit le prélude à un massacre. La courte guerre civile qui suit voit l'échec du siège de La Rochelle (1573) avant l'accès au trône d'Henri III en 1574, ne persuade pas la couronne de rechercher la paix. Gordes est de nouveau chargé de veiller à ce que la noblesse protestante du Dauphiné adhère à l'édit plus restrictif en utilisant sa « prudence et sa sagesse ».
Jacques Auguste de Thou écrit qu’en 1573, il met en fuite les troupes du Vivarais, auxquelles les confédérés voulaient faire passer le même fleuve.
En 1575, il organise une ligue catholique dans sa province, regroupant la noblesse du Graisvaudan, et une grande partie de l'élite urbaine de Grenoble. Il s'appuie sur la ville pour financer l'entretien d'une armée d'un millier de fantassins et d'une centaine de cavaliers.
Il défait Charles Dupuy de Montbrun, chef protestant à la bataille de Die en juin 1575. Appréhendé, Montbrun est jugé à Grenoble, où il est décapité en août.
Bertrand-Rambaud de Simiane meurt en 1578 à Montélimar.

### Mariage et descendance
En 1552, Bertrand-Rambaud de Simiane épouse Guigonne d’Alemand, fille de Charles d’Alemand, chevalier de l’ordre du roi, lieutenant général pour le roi en Dauphiné, et d’Anne de Tholigny, seigneur, & dame de la Val, de la Terrace, de Lombin, d’Albigny, Bully, Mont-Roma, & d’autres places. Ensemble, ils ont six enfants :
- Gaspard de Simiane qui meurt à 21 ans à Montélimar, avant son père, et qui a participé à la bataille de Lépante et accompagné le roi Henri III en Pologne ;
- Baltesard (1562-1586), baron de Gordes, qui continue la postérité des seigneurs de Gordes et de Cazeneuve ;
- Laurent de Simiane qui meurt jeune à Paris, étudiant ;
- Charles de Simiane, seigneur d’Albigny,qui est à l’origine de la branche des marquis de Piannezze ;
- Laurence de Simiane qui épouse Rôtain d’Urre, seigneur d’Ourche ;
- Marguerite qui épouse Antoine de Clermont, seigneur de Monteton[39].

## Postérité
Une place de Grenoble est dénommée Place de Gordes, en son honneur.